# Recover Vol. 1
￼Recover Vol. 1 es un EP de versiones de la cantante estadounidense Amy Lee, vocalista y fundadora de la banda de metal alternativo Evanescence. Fue publicado el 19 de febrero de 2016 para su descarga digital.

## Antecedentes
Durante una entrevista de radio en julio de 2015, Lee dijo que había estado grabando versiones de canciones y expresó su interés en publicarlas en línea.
El contenido se compone de cuatro canciones versionadas de otros tantos artistas: «It's a Fire», de Portishead; «With or Without You», de U2; «Going to California», de Led Zeppelin; y «Baby Did a Bad, Bad Thing», de Chris Isaak. Están recopiladas en Recover, Vol. 1. Las versiones están acompañadas de videos musicales dirigidos por Eric Ryan Anderson. Lee publicó un comunicado sobre el EP en su perfil oficial de Facebook:

"Últimamente, hacer estas versiones ha sido una salida muy satisfactoria. Puedo experimentar con música que ya me encanta y conozco muy bien, y en lugar de simplemente cantar mis propias partes por los altavoces (¡como he hecho durante años con algunas de estas!), me estoy adentrando en ella. Lo pidieron, así que voy a publicar las cuatro primeras en un EP a la venta en iTunes".

## Lista de canciones
1. «It's a Fire» - 3:38
2. «With or Without You» - 4:08
3. «Going to California» - 3:23
4. «Baby Did a Bad, Bad Thing» - 2:44